# Матвеенко, Пётр Иосифович
Пётр Иосифович Матвеенко (11 декабря 1892, с. Голенки,  Черниговская губерния, Российская империя — 28 августа 1967, Николаев, УССР, СССР) — советский военачальник, генерал-майор (04.06.1940),  полный Георгиевский кавалер.

## Биография
Родился 11 декабря 1892 года в селе Голенки (ныне — в Бахмачском районе Черниговской области). Украинец.

### Военная служба

#### Первая мировая война
В 1913 году был призван на службу в Российскую императорскую армию и направлен в город Луцк в 44-й пехотный Камчатский полк. С началом войны в его составе воевал на Западном фронте. За боевые заслуги был награжден четырьмя Георгиевскими крестами и произведен в подпрапорщики. В ноябре 1916 года командирован в подготовительную команду Киевских школ прапорщиков, затем в феврале 1917 года зачислен юнкером в 3-ю школу прапорщиков. После ее окончания в июне произведен в прапорщики и назначен в ударный батальон Западного фронта. В июле — августе командиром роты участвовал в боях под Минском, Молодечно, Двинском. В сентябре убыл в отпуск на родину и в часть не вернулся.

#### Гражданская война
В феврале 1918 года, после прихода  германских войск, организовал партизанский отряд. В его составе участвовал в боях в районах деревень Грузкое, Путивль, Ворожба, Корнево, Мельня, Белгород. В июне с назначением нового командира отряда убыл на родину. По прибытии он был арестован гайдамакским карательным отрядом и около двух месяцев находился под арестом в Голенском волостном карцере, неоднократно подвергался побоям и пыткам. В ночь на 20 июля 1918 года бежал из-под ареста и до октября находился на лечении в госпитале в города Курск. После выздоровления добровольно вступил в РККА и назначен командиром взвода в 4-й Глуховский полк, который затем влился в состав 1-й Украинской советской дивизии Н. А. Щорса. Участвовал в боях на ж. д. Казатин — Жмеринка. В 1919 году Матвеенко вступил в ВКП(б). В марте 1919 года полк был расформирован, личный состав пошел на укомплектование 21-го стрелкового полка, а  Матвеенко назначен в нем командиром роты. В июне полк был переименован в 8-й Украинский советский стрелковый в составе этой же 1-й Украинской советской дивизии (бригада Т. В. Черняка). В последующем он переименовывался сначала в 398-й, затем в 419-й стрелковый в составе 47-й стрелковой дивизии. В его составе прослужил до мая 1920 года командиром взвода, роты, батальона, помощником командира полка. Участвовал в боях с белополяками.  В мае дивизия попала в окружение в районе м. Малин, а после выхода ее остатки влились в 7-ю Владимирскую дивизию, где  Матвеенко исполнял должность помощника командира полка и командира батальона 55-го стрелкового полка 19-й бригады. В его составе боролся с вооруженными формированиями Н. И. Махно. За боевые отличия в этих боях был награждён орденом Красного Знамени (Приказ РВСР № 490: 1920 г.).

#### Межвоенный период
После войны продолжал служить в той же дивизии вплоть до июля 1923 года, затем был назначен командиром батальона 21-го стрелкового полка по борьбе с бандитизмом в Полтавской губернии. С октября 1924 года  по август 1925 года находился на учебе на курсах «Выстрел», затем вернулся в полк на прежнюю должность. С февраля 1926 года командовал батальоном в Киевской военно-политической школе, затем 13-м Балаклеевским отдельным батальоном местных стрелковых войск. В 1930 году до мая находился на курсах усовершенствования старшего комсостава в Москве, после окончания назначен командиром и комиссаром 2-го отдельного Вятского территориального полка. С января 1932 года исполнял должность командира и военкома 150-го Ногинского, а с марта 1934 года — 91-го Астраханского стрелковых полков. В апреле 1935 года назначен военным комиссаром в Фастовском районном военном комиссариате,  а в октябре 1938 года комбриг Матвеенко переведен на ту же должность в Николаевский областной военный комиссариат.

#### Великая Отечественная война
В начале войны  в той же должности. В октябре 1941 года генерал-майор  Матвеенко был направлен на учебу в Академию Генштаба РККА им. К. Е. Ворошилова, после окончания ее ускоренного курса в апреле 1942 года назначен помощником начальника оперативной группы по вопросам комплектования войск Управления Северо-Кавказского направления. С июня исполнял должность заместителя командира 49-й стрелковой дивизии Московской зоны обороны. В конце августа она была направлена на Сталинградский фронт, где вошла в состав 66-й армии и вела тяжелые бои с противником, прорвавшимся к Волге севернее Сталинграда. С 20 сентября 1942 года временно вступил в командование дивизией. Части дивизии под его командованием в составе 24-й армии Донского фронта вели боевые действия в районе Самофаловка (северо-западнее Сталинграда). В  боях генерал-майор  Матвеенко неоднократно выезжал непосредственно в боевые порядки частей, показывал смелость и выносливость при боевой работе. 10 октября он был ранен и госпитализирован. После выздоровления в декабре 1942 года вернулся в 49-ю стрелковую дивизию, которая в это время входила в 24-ю армию Донского фронта. В должности зам. командира этой дивизии участвовал в боях по уничтожению окруженной Сталинградской группировки противника. По окончании боевых действий в Сталинграде в феврале 1943 года дивизия убыла на Западный фронт в 16-ю армию и вела оборонительные бои на жиздренском направлении. В июле — августе она в составе 50-й армии приняла участие в Орловской наступательной операции, в ходе которой форсировала реку Жиздра. Затем дивизия вошла в 10-ю армию и участвовала в Смоленской наступательной операции (наступала из района Кирова на Рославль, Снигирёвку, Чаусы). К началу октября она вышла к реке Проня восточнее Могилёва. В ходе этой операции 12 сентября генерал-майор  Матвеенко был ранен и госпитализирован, после излечения в ноябре назначен военным комиссаром Николаевского областного военного комиссариата и в этой должности находился до конца войны.

#### Послевоенное время
После войны продолжал руководить этим военкоматом. В августе 1948 года уволен в отставку.
Скончался 28 августа 1967 года. Похоронен в городе Николаев в Городском некрополе.

## Награды
СССР
- орден Ленина (21.02.1945)[5]
- три ордена Красного Знамени (1920[6], 03.11.1944[5], 24.06.1948[5])
- орден Красной Звезды (06.06.1943)[6]
- медали, в том числе:
  - «XX лет Рабоче-Крестьянской Красной Армии» (1938)
  - «За оборону Сталинграда»
  - «За победу над Германией в Великой Отечественной войне 1941—1945 гг.» (27.08.1945)[7]

Российская империя
- Георгиевский крест 1-й степени
- Георгиевский крест 2-й степени
- Георгиевский крест 3-й степени
- Георгиевский крест 4-й степени

## Воинские звания
- Полковник (24 ноября 1935 года);
- Комбриг (26 января 1939 года);
- Генерал-майор (4 июня 1940 года).